# Elkton (Kentucky)
Elkton es una ciudad situada en el condado de Todd, Kentucky, Estados Unidos. Tiene una población estimada, a mediados de 2023, de 2230 habitantes.
Es la sede del condado.

## Geografía
La localidad está ubicada en las coordenadas 36°48′58″N 87°9′40″O / 36.81611, -87.16111. Según la Oficina del Censo, tiene una superficie total de 7.31 km², de los cuales 7.29 km² corresponden a tierra firme y 0.02 km² están cubiertos de agua.

## Demografía
Según el censo de 2020, en ese momento había 2056 personas residiendo en la localidad. La densidad de población era de 282.03 hab./km². El 72.86% de los habitantes eran blancos, el 14.35% eran afroamericanos, el 0.39% eran amerindios, el 0.15% eran asiáticos, el 0.05% era isleño del Pacífico, el 5.84% eran de otras razas y el 6.37% eran de una mezcla de razas. Del total de la población, el 8.95% eran hispanos o latinos de cualquier raza.